# Shattered Horizon
Shattered Horizon (« horizon brisé » en français) est un jeu de tir à la première personne sorti en 2009 sur PC. Le jeu se déroule dans l'espace, offrant au joueur la possibilité de se mouvoir dans toutes les directions.

## Synopsis
Shattered Horizon se déroule en 2049. L'homme est de retour sur la Lune et les bénéfices qu'il y trouve sont énormes. Son avidité conduit rapidement au plus grave accident minier de l'histoire. Une explosion catastrophique jette des milliards de tonnes de débris rocheux dans l'espace.
Des fragments de la Lune s'installent autour de la Terre et forment un anneau appelé l'Arc, du nom de la forme que prennent les débris dans le ciel. Avec la Terre entourée par cet anneau, un retour sur Terre pour les milliers de personnes encore dans l'espace n'est plus envisageable.
L'International Space Agency (ISA), composée d'astronautes et de scientifiques piégés dans la Station Spatiale Internationale, se font confier la tâche d'appréhender les responsables de la catastrophe. Les armes sont parmi les dernières fournitures envoyées à la station avant que la route d'approvisionnement de la Terre ne soit coupée. Les survivants de la Moon Mining Cooperative (MMC) se retrouvent face à des accusations graves. Coupés de la Terre, ils voient l'ISA comme une menace pour leur existence.
Les deux parties sont vite entraînées dans un conflit armé. Des batailles désespérées sont menées sur des endroits stratégiques et sur les quelques stations spatiales encore présentes à la suite de la catastrophe. Le contrôle de l'Arc est aujourd'hui synonyme de la différence entre la survie et la mort dans le froid de l'espace.

## Système de jeu
Le jeu est basé sur la gravité zéro et la possibilité de se mouvoir dans tous les sens. Le gameplay est principalement basé sur un contrôle des points.

## Carte
Les cartes reprennent des lieux connus (ISS) ou des lieux inventés (MoonDust, une ex-station d'extraction d'oxygène). Sur toutes les cartes, les joueurs peuvent se mouvoir dans les trois dimensions jusqu'à une limite de distance du point central où les mini débris de l'Arc viennent frapper et abimer la combinaison du joueur.

## Accueil
| Metacritic   | 74 %    |
| GameRankings | 72,89 % |
| Gamekult     | 6/10    |
| Gamers.fr    | 7/10    |

Shattered Horizon a reçu un accueil mitigé des critiques. Admiré pour sa jouabilité unique basée sur l'absence de gravité et la possibilité de diriger le regard sans contraintes, le jeu s'est vu reprocher son contenu limité, ainsi que sa configuration logicielle et matérielle minimale élevée. Il a été décrit comme frustrant, car on peut s'y faire battre facilement par surprise, et le level design n'offrant pas de goulots d'étranglements a été pointé au rang des défauts. Le fait qu'une seule arme soit disponible à la sortie du jeu a également été perçu comme décevant, bien que le défaut ait été corrigé depuis par les développeurs via une mise à jour gratuite. De même que des bots et de nouvelles cartes sont apparues. La variété limitée des modes de jeu figura également parmi les griefs. Malgré tout, Shattered Horizon a été décrit comme innovant et parfois conseillé aux amateurs du genre comme une expérience originale à essayer malgré ses défauts et limitations.